# Urolako itsasadarra / Ría del Urola
Urolako itsasadarra / Ría del Urola este o arie protejată (arie specială de conservare — SAC, sit de importanță comunitară — SCI) din Spania întinsă pe o suprafață de 111,97 ha, integral pe uscat.

## Localizare
Centrul sitului Urolako itsasadarra / Ría del Urola este situat la coordonatele 43°17′08″N 2°14′43″W / 43.2856°N 2.2454°V.

## Înființare
Situl Urolako itsasadarra / Ría del Urola a fost declarat sit de importanță comunitară în mai 2003 pentru a proteja 26 de specii de animale. Situl a fost protejat și ca arie specială de conservare în octombrie 2012.

## Biodiversitate
Situată în ecoregiunile atlantică și marină Atlantică, aria protejată conține 15 habitate naturale: Pajiști uscate seminaturale și facies de acoperire cu tufișuri pe substraturi calcaroase (Festuco-Brometalia) (* situri importante pentru orhidee), Dune mobile cu vegetație embrionară, Vegetație anuală la limita mareei, Fânețe de joasă altitudine (Alopecurus pratensis, Sanguisorba officinalis), Terase mlăștinoase și terase nisipoase neacoperite de apă la reflux, Pășuni atlantice udate de apa mării (Glauco-Puccinellietalia maritimae), Pajiștile Spartina (Spartinion maritimae), Salicornia și alte specii anuale care populează regiunile mlăștinoase și nisipoase, Păduri de Quercus ilex și Quercus rotundifolia, Dune mobile de-a lungul țărmului cu Ammophila arenaria („dune albe”), Estuare, Păduri aluvionare cu Alnus glutinosa și Fraxinus excelsior (Alno-Padion, Alnion incanae, Salicion albae), Pajiști uscate europene, Tufărișuri halofile mediteraneene și termo-atlantice (Sarcocornetea fruticosi), Dune de coastă fixe cu vegetație erbacee („dune gri”).
La baza desemnării sitului se află mai multe specii protejate de  păsări (26): fluierar de munte (Actitis hypoleucos), pescăruș albastru (Alcedo atthis), stârc cenușiu (Ardea cinerea), stârc roșu (Ardea purpurea), Calidris alba, fugaci de țărm (Calidris alpina), Calidris canutus, fugaci roșcat (Calidris ferruginea),  prundaș gulerat mic (Charadrius dubius), prundaș gulerat mare (Charadrius hiaticula), gușă vânătă (Cyanecula svecica), egretă mică (Egretta garzetta), becațină comună (Gallinago gallinago), pescăruș râzător (Larus ridibundus), gaia roșie (Milvus milvus), culic mare (Numenius arquata), Numenius phaeopus, stârc de noapte (Nycticorax nycticorax), vultur pescar (Pandion haliaetus), cormoran mare (Phalacrocorax carbo), ploier auriu (Pluvialis apricaria), ploier argintiu (Pluvialis squatarola), cristei de baltă (Rallus aquaticus), corcodel mic (Tachybaptus ruficollis), fluierar de mlaștină (Tringa glareola), fluierarul cu picioare roșii (Tringa totanus).
Pe lângă speciile protejate, pe teritoriul sitului au mai fost identificate 6 specii de plante.